# Irvine (Kalifornija)
Irvine je grad u američkoj saveznoj državi Kalifornija. Prema popisu stanovništva iz 2010. u njemu je živjelo 212.375 stanovnika.